# Municipio de Sun Prairie
El municipio de Sun Prairie (en inglés: Sun Prairie Township) es un municipio ubicado en el condado de McCook en el estado estadounidense de Dakota del Sur. En el año 2010 tenía una población de 148 habitantes y una densidad poblacional de 1,57 personas por km².

## Geografía
El municipio de Sun Prairie se encuentra ubicado en las coordenadas 43°48′17″N 97°25′44″O / 43.80472, -97.42889. Según la Oficina del Censo de los Estados Unidos, el municipio tiene una superficie total de 94.47 km², de la cual 94,47 km² corresponden a tierra firme y (0 %) 0 km² es agua.

## Demografía
Según el censo de 2010, había 148 personas residiendo en el municipio de Sun Prairie. La densidad de población era de 1,57 hab./km². De los 148 habitantes, el municipio de Sun Prairie estaba compuesto por el 99,32 % blancos, el 0,68 % eran amerindios. Del total de la población el 0 % eran hispanos o latinos de cualquier raza.